# El Dorado (pel·lícula de 1966)
El Dorado és una pel·lícula de western dirigida l'any 1966 per Howard Hawks i protagonitzada per John Wayne i Robert Mitchum. Ha estat doblada al català.
La pel·lícula torna amb el guió de Rio Bravo del mateix realitzador. S'hi troben sobretot certes escenes claus encara que lleugerament modificades. Tanmateix, supera el simple remake i presenta una nova versió dels personatges i una intriga més complexa.

## Argument
Cole Thorton (John Wayne), cèlebre mercenari, arriba a la ciutat i el xèrif Jimmy Harah (Robert Mitchum) el dissuadeix de seguida d'entrar al servei de Bart Jason, terratinent que vol apoderar-se de les fonts d'aigua de la família Mc Donald.

## Repartiment
- John Wayne: Cole Thornton
- Robert Mitchum: Xèrif J.P. Harrah
- James Caan: Mississippi
- Arthur Hunnicutt: Bull Harris
- Charlene Holt: Maudie
- Michele Carey: Josephine 'Joey' MacDonald
- Ed Asner: Bart Jason
- Christopher George: Nelson McLeod
- R. G. Armstrong: Kevin MacDonald
- Paul Fix: Dr. Miller
- Robert Donner: Milt (bandoler de McLeod)
- Jim Davis: Jim Purvis (Capatàs de Bart Jason)
- Adam Roarke: Matt MacDonald
- Johnny Crawford: Luke MacDonald
- John Mitchum: Elmer (Cantiner de Jason)
- Chuck Roberson: Pistoler de Jason
- Don Collier: Joe Braddock